# Mira Nabil Nasif
Mira Nabil Nasif es una deportista egipcia que compitió en judo. Ganó una medalla de bronce en el Campeonato Africano de Judo de 2006, en la categoría de –70 kg.

## Palmarés internacional
| Campeonato Africano | Campeonato Africano     | Campeonato Africano | Campeonato Africano |
| Año                 | Lugar                   | Medalla             | Categoría           |
| ------------------- | ----------------------- | ------------------- | ------------------- |
| 2006                | Puerto Louis (Mauricio) | Medalla de bronce   | –70 kg              |